# 高知高等学校 (旧制)
| 高知高等学校 | 高知高等学校        |
| ------------ | ------------------- |
| 創立         | 1922年 （大正11年） |
| 所在地       | 高知県高知市        |
| 初代校長     | 江部淳夫            |
| 廃止         | 1950年 （昭和25年） |
| 後身校       | 高知大学            |
| 同窓会       |                     |

旧制高知高等学校（きゅうせいこうちこうとうがっこう）は、高知県に設立された官立の旧制高等学校。

## 概要
- 改正高等学校令に基づき官立の三年制高等学校として設立され、高等科 （文科・理科） を設置した。
- 寄宿舎として 「南溟寮」 が設置された。
- 第二次世界大戦後の学制改革により新制高知大学に包括され、1976年（昭和51年）までの文理学部、現在の人文社会科学部・理学部の母体となった。なお、理学部は2017年（平成29年）4月に、理工学部に改組された。

## 沿革
- 1921年（大正10年）： 高知県、高知市江ノ口の水田2万坪を買上げ、文部省（現：文部科学省）へ献納。
- 1922年（大正11年）8月24日： 文部省直轄諸学校官制第一条中追加ノ件（大正11年勅令第391号）により高知高等学校設置。
- 1923年（大正12年）4月6日： 第1回入学式。初代校長は江部淳夫。
  - 江部は「感激あれ若人、感激なき人生は空虚の生活なり」 と訓辞[1]。
- 1923年（大正12年）10月： 校歌制定。『自由の空に』 （松野仁 作詞、弘田龍太郎 作曲）
- 1923年（大正12年）11月11日： 第1回運動会開催。
  - 『ダクダク踊りの歌』 （余田弦彦 作） 発表。石田一松 『酋長の娘』 の原歌とされる。
- 1924年（大正13年）5月： 寄宿舎開寮。10月、「南溟寮」 と命名。
- 1924年（大正13年）11月3日： 第1回記念祭・第2回陸上運動会開催。
  - 寮歌 『人絢爛の美にただれ』 （木村貞吉 作詞） 発表。余田弦彦 『豪気節』 もこの年の作[2]。
- 1925年（大正14年）6月： 寮報 『南溟』 創刊。
- 1928年（昭和3年）7月： プール完成[3]。
- 1928年（昭和3年）12月15日： 高知高校社会科学研究会メンバー数名、反戦ビラ配布容疑で検挙。
  - 高知高校関係者は 「12・15事件」 と通称。1名退校、1名無期停学、2名有期停学。
- 1929年（昭和4年）12月17日： 生徒ストライキ事件。
- 1933年（昭和8年）10月26日： 十周年記念祭挙行。
  - 『南溟寮史』 刊行。寮食堂屋上に 「自治之鐘」 を設置。
- 1935年（昭和10年）4月： 皆寄宿寮制となる。
- 1937年（昭和12年）12月31日： 第二寮焼失。
  - 1940年（昭和15年）1月、第二寮改築完成。
- 1943年（昭和18年）11月： 修練道場 「精思堂」 設置。
- 1945年（昭和20年）7月4日： 高知空襲で校舎・寮食堂を焼失。
  - 残ったのは図書館・寮宿舎部分・教官宿舎・精思堂のみ。
- 1945年（昭和20年）9月： 寮・精思堂で授業再開。
- 1945年（昭和20年）11月： バラックで 2教室・寮食堂再建。
- 1946年（昭和21年）5月23日： 校舎復興起工式。
- 1946年（昭和21年）11月3日： 一期復興落成式。
- 1947年（昭和22年）11月3日： 本館復興落成式。
- 1947年（昭和22年）12月： 復興募金、150万円で打ち切り。負債180万円。
  - 講堂の復興は実現しなかった。
- 1949年（昭和24年）5月31日： 新制高知大学発足。
  - 旧制高知高等学校は文理学部の母体として包括された。
- 1950年（昭和25年）3月31日： 高知高等学校、廃止。

## 歴代校長
| 代           | 氏名       | 在任時期                                              | 備考                           |
| ------------ | ---------- | ----------------------------------------------------- | ------------------------------ |
| 初代         | 江部淳夫   | 1922年（大正11年）9月 - 1923年（大正12年）12月4日死去 |                                |
| 校長事務取扱 | 鈴木卓苗   | 1923年（大正12年）12月 - 1924年（大正13年）2月        |                                |
| 第2代        | 内藤馬蔵   | 1924年（大正13年）2月 - 1927年（昭和2年）4月          |                                |
| 第3代        | 西川順之   | 1927年（昭和2年）4月 - 1932年（昭和7年）3月           | 松本高等学校校長に転じた。     |
| 第4代        | 石倉小三郎 | 1932年（昭和7年）3月 - 1938年（昭和13年）3月          | 大阪高等学校校長に転じた。     |
| 第5代        | 長岡寛統   | 1938年（昭和13年）4月 - 1939年（昭和14年）9月         | 浜松高等工業学校校長に転じた。 |
| 第6代        | 山内雄太郎 | 1939年（昭和14年）9月 - 1941年（昭和16年）4月         | 九州専門学校校長に転じた。     |
| 第7代        | 佐野保太郎 | 1941年（昭和16年）4月 - 1946年（昭和21年）3月         |                                |
| 校長事務取扱 | 阿部孝     | 1946年（昭和21年）2月 - 1946年（昭和21年）5月31日     |                                |
| 第8代        | 阿部孝     | 1946年（昭和21年）6月 - 1950年（昭和25年）3月         | のち新制高知大学第2代学長。    |

## 校地の変遷と継承
創立から廃止まで、高知市小津町の校地を使用した。小津校地は後身の新制高知大学文理学部に引き継がれ、現在の朝倉校地に移転する1960年（昭和35年）まで使用された。現在、旧小津校地には高知大学教育学部附属校 （中学校・小学校・幼稚園）および高知大学の職員宿舎が設置されている。旧制高知高校関係の記念碑は、附属幼稚園構内に残されている。

## 著名な出身者
- 秋田大助（元自治大臣・法務大臣）
- 秋元素身（元三菱化工機社長）
- 石破二朗（元自治大臣・鳥取県知事）
- 井上清（日本史学者）
- 井上章平（元建設事務次官、元参議院議員）
- 宇田耕一（元経済企画庁長官・科学技術庁長官）
- 内村茂（元三菱製紙社長）
- 梅田善司（元川崎重工業社長）
- 大西正男（元郵政大臣）
- 大西正文（元大阪ガス社長）
- 大野新（詩人、H氏賞受賞）
- 岡田善雄（細胞生物学者）
- 岡林次男（元クラレ社長）
- 鎌倉節（元宮内庁長官）
- 京極純一（政治学者）
- 久万俊二郎（元阪神電気鉄道社長）
- 公文公（日本公文教育研究会創立者）
- 倉松功（神学者、東北学院大学名誉教授、東北学院大学元大学長、学校法人東北学院元学院長、学校法人東京神学大学元理事長）
- 小林為太郎（弁護士）上岡龍太郎の父
- 近藤鎮雄（元大阪商船三井船舶社長）
- 坂本昭（医師、参議院議員、高知市長）
- 左藤恵（元郵政大臣）
- 塩見俊二（元自治大臣・厚生大臣）
- 阪田寛夫（小説家）
- 里井陸郎（日本文学研究者、同志社大学教授）
- 進藤貞和（元三菱電機社長）
- 鈴木成高（西洋史学者）
- 高橋義孝（ドイツ文学者、横綱審議委員会委員長）
- 谷川寛三（元科学技術庁長官）
- 東条猛猪（元大蔵省銀行局長、北海道拓殖銀行頭取）
- 戸沢芳郎（元安田信託銀行社長）
- 中平康（映画監督、『狂った果実』）
- 西尾武喜（元名古屋市長）
- 西尾正也（元大阪市長）
- 橋本恕（元駐中国大使）
- 蓮井良憲（商法学者）
- 浜田正信（元淀川製鋼所社長、元衆議院議員）
- 藤谷俊雄（日本史学者）
- 堀昌雄（元衆議院議員、日本社会党副委員長）
- 前田敏男（建築学者、京都大学名誉教授、元京都大学総長、元日本建築学会会長）
- 三浦朱門（小説家、文化庁長官）
- 宮繁護（元国土事務次官、元日本道路公団総裁）
- 宮地貫一（元文部事務次官）
- 森下正明（京都大学名誉教授、日本における個体群生態学の創始者）
- 安岡満彦（元最高裁判所裁判官）
- 山本正淑（元厚生事務次官）
- 和田耕作（元衆議院議員、民社党代議士会長）
- 木村久夫（『きけわだつみのこえ』巻末に遺書掲載、「BC級戦犯」）
- 柳瀬千尋（漫画家・やなせたかしの実弟）
- 藤田啓介 (藤田医科大学創立者)
- 岡村重夫（社会福祉学者）
- 山本正秀（国文学者）
- 江湖山恒明（国文学者）
- 広末保（国文学者）
- 湊素堂（臨済宗禅僧）

## 関連書籍
- 旧制高知高等学校同窓会　『高知、高知あゝ我母校 : 旧制高知高等学校五十年史』　旧制高知高等学校同窓会、1972年。
- 松浦濤人　『ああ青春よ我にまた : 旧制高等学校碑の旅』　国書刊行会、1996年3月。ISBN 433603804X